# Sukorady (Jičíni járás)
Sukorady település Csehországban, a Jičíni járásban. Sukorady Petrovičky, Petrovice, Myštěves, Bříšťany, Bašnice és Lískovice településekkel határos. Lakosainak száma 231 fő (2024. január 1.).

## Népesség
A település lakosságának változását az alábbi diagram mutatja:
| Lakosok száma | 341  | 455  | 390  | 323  | 271  | 205  | 207  | 213  | 224  | 231  |
|               | 1869 | 1890 | 1921 | 1950 | 1980 | 2001 | 2017 | 2019 | 2022 | 2024 |